# Una vida por otra
Una vida por otra ist ein mexikanischer Film aus dem Jahr 1932, bei dem John H. Auer Regie führte. Bei dem Film handelt es sich um ein Melodrama. Der Film erzählt die Geschichte von Lucia, die Geld braucht, um ihre kranke Mutter zur Kur zu schicken. Sie beobachtet den Mord an Joaquin, der seine frühere Geliebte Aurora erpresst hat. Aurora bezahlt Lucia, damit diese die Schuld auf sich nimmt. Sie meldet sich bei der Polizei und gesteht, lehnt es aber ab, Details der Tat zu erklären. Als das Geld bei ihrer Mutter eintrifft, hilft es jedoch nicht mehr und sie stirbt. Lucias Anwalt, Rafael, findet die Wahrheit heraus und klärt die Vorfälle letztlich vor Gericht auf, obwohl es sich bei Aurora um seine Ehefrau handelt. Als ihre Tat aufgedeckt ist, begeht Aurora Selbstmord.
Der Film wurde von den Gesellschaften Cia Nacional Productora de Pelicula und Inter-Americas Cinema produziert. In den Vereinigten Staaten wurde Una vida por otra von Cinexport Distributing und Jack Lustberg auf Spanisch vertrieben. John H. Auer stammte aus Ungarn und drehte in Hollywood fremdsprachige Filme, bevor er nach Mexiko kam. Da er nicht Spanisch sprach, wurde ihm von Fernando de Fuentes assistiert.